# White Plains (Carolina del Norte)
White Plains es un lugar designado por el censo ubicado en el condado de Surry en el estado estadounidense de Carolina del Norte. La localidad en el año 2000, tenía una población de 1.049 habitantes en una superficie de 10.6 km², con una densidad poblacional de 99.4 personas por km².

## Geografía
White Plains se encuentra ubicado en las coordenadas 36°26′25″N 80°38′10″O / 36.44028, -80.63611. Según la Oficina del Censo, la localidad tiene un área total de 10,6 km² (4,1 mi²), de la cual 10,6 km² (4,1 mi²) es tierra y 0 km² (0 mi²) (0.0%) es agua.

### Localidades adyacentes
El siguiente diagrama muestra a las localidades en un radio de 16 kilómetros (9,9 mi) de White Plains.

## Demografía
En el 2000 la renta per cápita promedia del hogar era de $34.079, y el ingreso promedio para una familia era de $54.500. El ingreso per cápita para la localidad era de $16.284. En 2000 los hombres tenían un ingreso per cápita de $30.852 contra $25.100 para las mujeres. Alrededor del 7.80% de la población estaba bajo el umbral de pobreza nacional.